# Elisa Agnini Lollini
Elisa Agnini Lollini   (Finale Emilia, 22 de març de 1858 - Roma, 22 de juny de 1922) fou una pionera feminista, pacifista, sufragista i política de l'estat italià.

## Biografia
Elisa nasqué el 22 de març del 1858 a Finale Emilia, al nord de Bolonya, filla de Tommaso Agnini i Elisabetta Kostner. A l'agost del 1885, es casà amb l'advocat i polític Vittorio Lollini (1860–1924), amb qui tingueren quatre fills.

## Carrera
El 1896, fou cofundadora de la Associazione per la Donna, que donava suport als drets cívics i polítics de les dones, i demanava la retirada de les tropes italianes d'Àfrica. Com a membre del Comitato Pro Suffragio, el 1910 instà el Partit Socialista a donar suport als vots femenins. També va lluitar per millorar els drets de les dones, especialment en les àrees d'educació, divorci, igualtat salarial i condicions laborals.